# Cascoplecia insolitis
Cascoplecia insolitis je druh pravěkého křídlatého hmyzu z řádu dvoukřídlých. Tento mouchám vzdáleně příbuzný hmyz žil v období spodní křídy na území dnešního Myanmaru (Barmy). Fosílie se zachovala v podobě těla zalitého do jantaru. George Poinar popsal tento druh v roce 2010 a stanovil pro něj samostatný rod a samostatnou čeleď Cascopleciidae. Vyznačuje se některými anatomickými zvláštnostmi, například třemi jednoduchými očky, vyrůstajícími na rohovitém výrůstku hlavy. Tento hmyz byl současníkem neptačích dinosaurů.